# Valderredible
Valderredible – gmina w Hiszpanii, w prowincji Kantabria, w Kantabrii, o powierzchni 298,24 km². W 2011 roku gmina liczyła 1086 mieszkańców.